# ناحیه ۱، شهرستان هارپر، کانزاس
ناحیه ۱، شهرستان هارپر، کانزاس (به انگلیسی: Township 1) یک منطقهٔ مسکونی در ایالات متحده آمریکا است که در شهرستان هارپر، کانزاس واقع شده‌است. ناحیه ۱ ۴۶۸٫۹۵ کیلومتر مربع مساحت و ۱٬۰۰۰ نفر جمعیت دارد و ۵۱۲ متر بالاتر از سطح دریا واقع شده‌است.